# Korovci
Korovci (Hongaars: Királyszék, Prekmurees: Korouvci, Duits: Grofenik) is een plaats in Slovenië en maakt deel uit van de gemeente Cankova in de NUTS-3-regio Pomurska. De plaats telde 166 inwoners op 1 januari 2020.